# Messenia
La Messenia (in lingua greca: Μεσσηνία, Messēnìā) è una regione storica dell'antica Grecia, situata nel Peloponneso sud-occidentale.

## Geografia
La regione storica (in greco antico: Μεσσήνη, Messḕnē) era limitata a Nord dalla Neda e dalle montagne dell'Arcadia, a Est dal Taigeto, a Sud e ad Ovest dal Mar Ionio. L'attuale unità periferica greca della Messenia (in lingua greca moderna: Μεσσηνία, Messinìa), che ha sostituito l'ex prefettura, ha una superficie minore della regione storica.

## Storia
Abitata da Lelegi ed Eoli, vi immigrarono i Dori.
Le Guerre messeniche, condotte dagli Spartani nel VII secolo a.C., la videro ad essi completamente assoggettata: i Messeni, insieme agli antichi abitanti della Laconia, vennero divisi fra i Perieci (coloro che non si ribellarono) e gli Iloti (chi si era ribellato e finì schiavo).
La Messenia era una grande produttrice di granaglie insieme alla Laconia: con la produzione di grano favorivano la posizione di Sparta come grande città.
Fu alleata di Filippo II di Macedonia e fece parte della Lega achea. In età romana parteggiò per Marco Antonio.
L'attuale Messenia è un'unità periferica, il cui capoluogo e centro maggiore è Calamata; amministrativamente è parte della periferia del Peloponneso.